# 本特利 (愛荷華州)
本特利（英語：Bentley）是位於美國愛荷華州波特瓦特米縣的一個人口普查指定地區。

## 人口
根據2010年美國人口普查的數據，本特利的面積為2.66平方千米，當中陸地面積為2.66平方千米，而水域面積為0.00平方千米。當地共有人口118人，而人口密度為每平方千米44.36人。